# La sacra rappresentazione di Abram e d'Isaac
La sacra rappresentazione di Abram e d'Isaac è un'opera di Ildebrando Pizzetti su libretto di Onorato Castellino, derivato dal testo omonimo di Feo Belcari. Fu rappresentata per la prima volta al Teatro Morlacchi di Perugia il 2 ottobre 1937.
L'opera deriva da musiche di scena composte in precedenza da Pizzetti, ed eseguite a Firenze il 9 giugno 1917. Per questo motivo la musica ha caratteristiche meno ricercate che in altre opere di Pizzetti e risulta di più facile ascolto, con «fascino e immediatezza seducenti», pur possedendo «intensi momenti drammatici».

## Trama
L'opera racconta il noto episodio biblico del sacrificio di Isacco, tratto dal libro della Genesi, in cui Abramo per obbedienza a Dio è sul punto di sacrificare il proprio figlio.

## Discografia
- 1968 - Emilia Cundari (Angelo annunziatore), Nicoletta Panni (Angelo del cielo), Plinio Clabassi (Abramo), Fedora Barbieri (Sara), Emilia Ravaglia (Isacco), Guido Guarnera (Servo) - Direttore: Gianandrea Gavazzeni - Orchestra e Coro di Milano della RAI - Registrazione dal vivo - CD: Lyric Distribution; Premiere Opera[3]